# Бенмор (хребет)
Бенмор (англ. Benmore Range) — горный хребет на острове Южный в Новой Зеландии, в регионе Кентербери. Высочайшая вершина — пик Бенмор высотой 1932 м над уровнем моря. На реке Уаитаки построена гидроэлектростанция Бенмор мощностью 540 тыс. кВт. После заполнения водохранилища было отмечено повышение сейсмической активности. В течение 6 лет после заполнения водохранилища Бенмор в этом районе было зарегистрировано 29 землетрясений, а за три года, предшествующих строительству, — всего четыре. Эпицентр 15 из 29 землетрясений находился в непосредственной близости от водохранилища.
Электроэнергия от выпрямительной станции, совмещённой с ГЭС Бенмор, передаётся через пролив Кука на инверторную станцию в Хайвордс близ столицы, города Веллингтон на Северном острове по высоковольтной линии постоянного тока HVDC Inter-Island 250 кВ, 620 км, 600 МВт, которая вступила в работу в 1965 году. В 1965—1967 гг. были проведены региональные опытные работы по определению удельного сопротивления земной коры и верхней мантии в Новой Зеландии с помощью этой высоковольтной линии постоянного тока.